# Jan Lustig
Pour les articles homonymes, voir Lustig.
Jan Lustig, ou Hans G. Lustig, est un scénariste d'origine tchécoslovaque, né le 23 décembre 1902 à Brno (Autriche-Hongrie), mort le 24 avril 1979  à Munich (Allemagne).

## Filmographie
- 1934 : Mauvaise Graine d'Alexander Esway et Billy Wilder
- 1935 : Le Dictateur de Victor Saville
- 1936 : Sous les yeux d'Occident de Marc Allégret
- 1936 : Aventure à Paris de Marc Allégret
- 1936 : Les Amants terribles de Marc Allégret
- 1937 : Courrier sud de Pierre Billon
- 1937 : Gribouille de Marc Allégret
- 1937 : La Dame de Malacca de Marc Allégret
- 1938 : Orage de Marc Allégret
- 1939 : Le Corsaire de Marc Allégret
- 1940 : The Lady in Question de Charles Vidor
- 1940 : Dancing on a Dime de Joseph Santley
- 1942 : Quelque part en France (Reunion in France) de Jules Dassin
- 1944 : Les Blanches Falaises de Douvres (The White Cliffs of Dover) de Clarence Brown
- 1945 : Les Sacrifiés (They Were Expendable) de John Ford et Robert Montgomery
- 1948 : Le Retour (Homecoming) de Mervyn LeRoy
- 1949 : La Dynastie des Forsyte (That Forsyte Woman) de Compton Bennett
- 1953 : Histoire de trois amours (The Story of Three Loves) de Gottfried Reinhardt et Vincente Minnelli
- 1953 : La Reine vierge (Young Bess) de George Sidney
- 1953 : La Madone gitane (orch Song) de Charles Walters
- 1953 : Les Chevaliers de la Table ronde (nights of the Round Table) de Richard Thorpe
- 1955 : Les Contrebandiers de Moonfleet (Moonfleet) de Fritz Lang
- 1961 : Ville sans pitié (Town Without Pity) de Gottfried Reinhardt
- 1963 : Elf Jahre und ein Tag de Gottfried Reinhardt
- 1965 : Situation désespérée, mais pas sérieuse (Situation Hopeless... But Not Serious) de Gottfried Reinhardt